# Xixuthrus heros
Xixuthrus heros är en skalbaggsart som först beskrevs av Oswald Heer 1868.  Xixuthrus heros ingår i släktet Xixuthrus och familjen långhorningar.
Artens utbredningsområde är Fiji. Inga underarter finns listade i Catalogue of Life.

## Bildgalleri

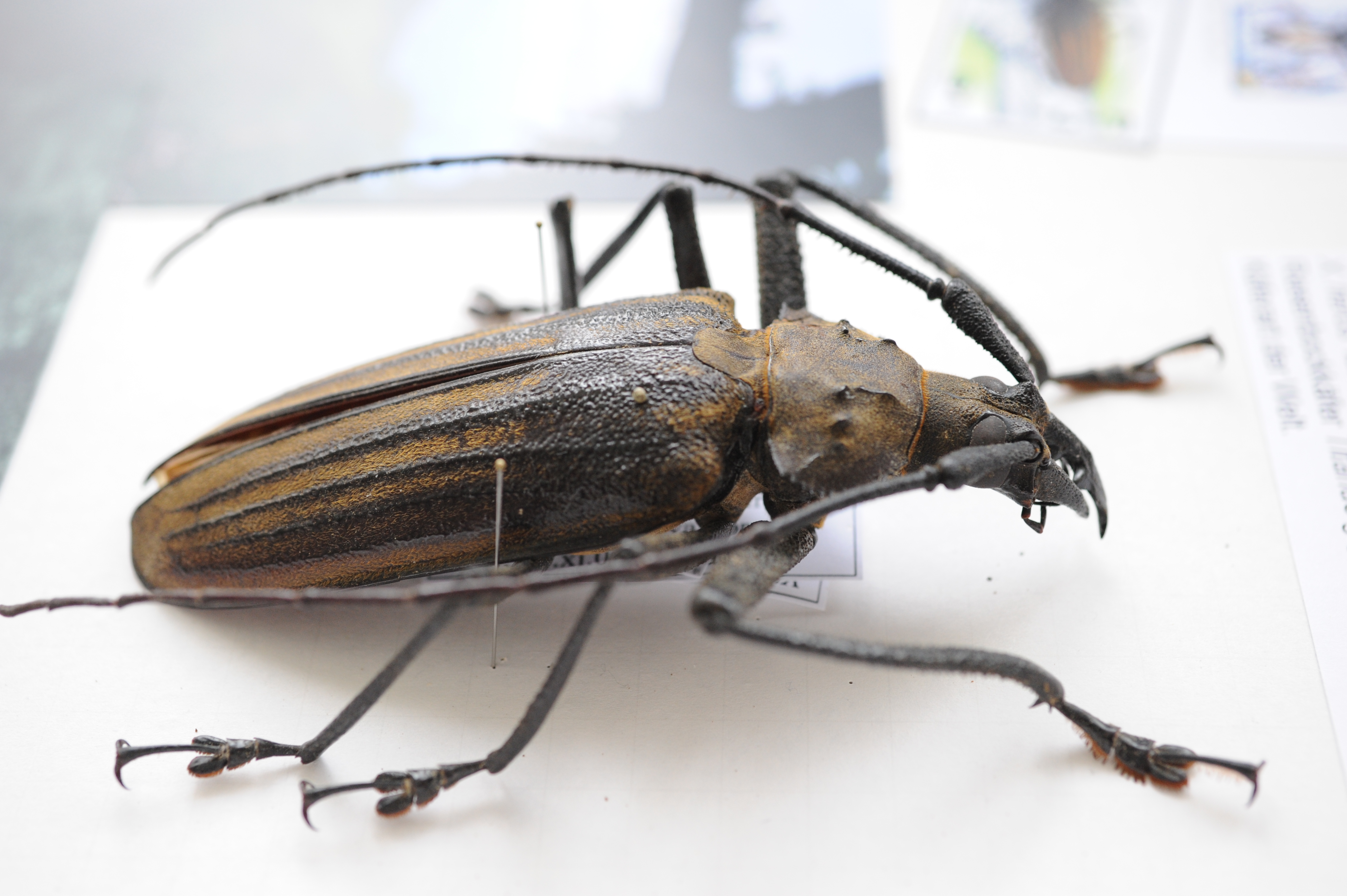
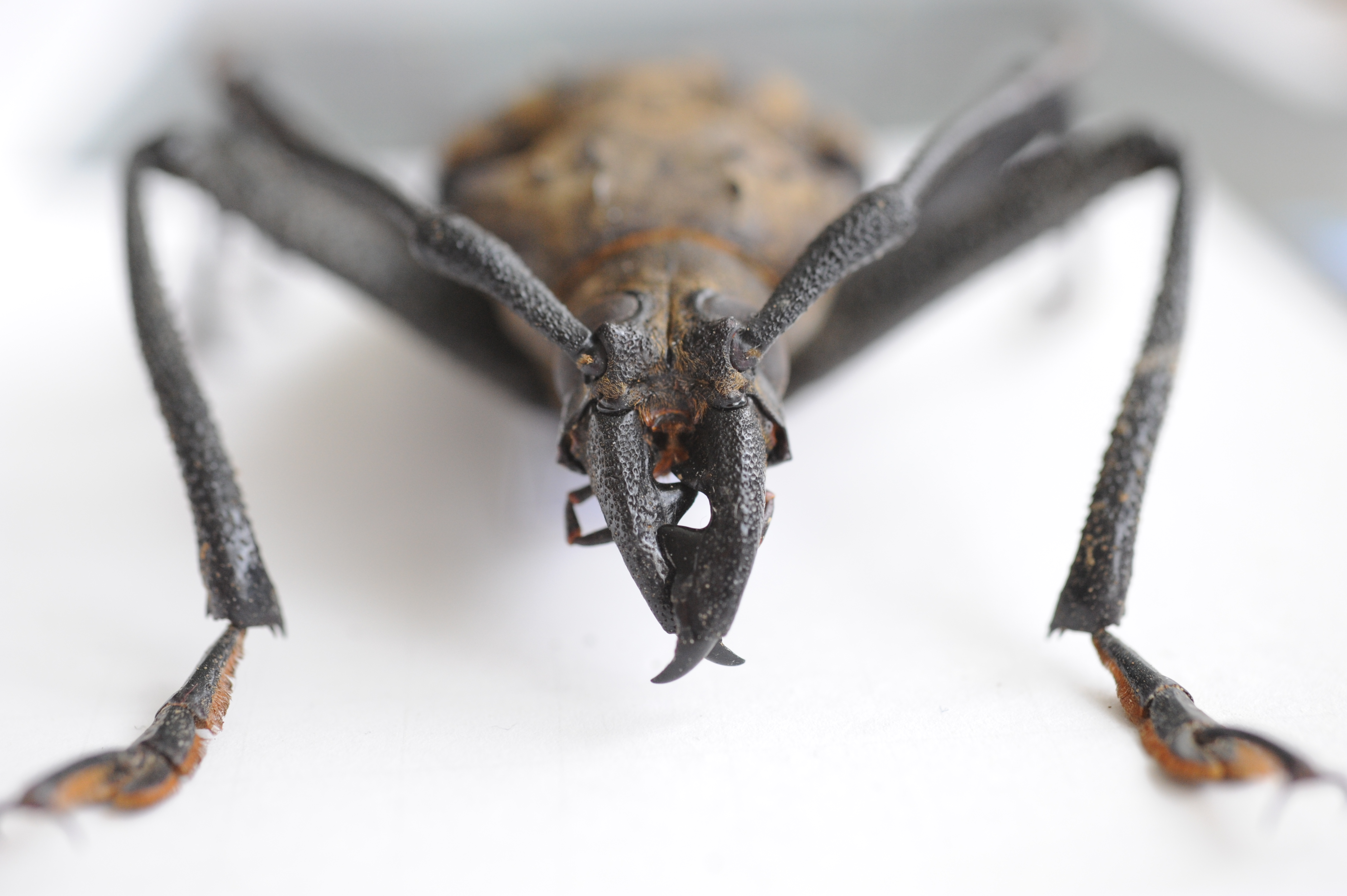